# البيئة في المغرب
تشير البيئة في المغرب إلى النظامين الإيكولوجي والجيولوجي الذين يشكلان البيئة الطبيعية لهذا البلد الواقع في شمال إفريقيا.
يتمتع المغرب بخط ساحلي كبير، وتقع غالبية مساحته في المناطق الجبلية. إذا كانت ثلاثة أرباع البلاد قاحلة إلى شبه قاحلة، فإن البلاد تجمع على أراضيها جميع أشكال المناخ متوسطي. تنوع البيئات يؤدي إلى تنوع بيولوجي كبير.
ومع ذلك فهو يعاني من تأثير النشاط البشري المرتبط بالسكان لأكثر من 34 مليون نسمة والنشاط السياحي. الثروة الحيوانية وصيد الأسماك متطورة للغاية. يعد نقص المياه مشكلة رئيسية لتنمية الزراعة، ولم يتحقق الاكتفاء الذاتي الغذائي من الحبوب.
تلوث الهواء مرتفع في المدن، وعلى الرغم من تطور الطاقات المتجددة، لا تزال البلاد تعتمد بشكل كبير على الوقود الأحفوري، مما يساهم في انبعاثات غازات الاحتباس الحراري العالمية.

## التنوع البيولوجي في المغرب

### الجغرافيا الطبيعية والبيئات الطبيعية الرئيسية

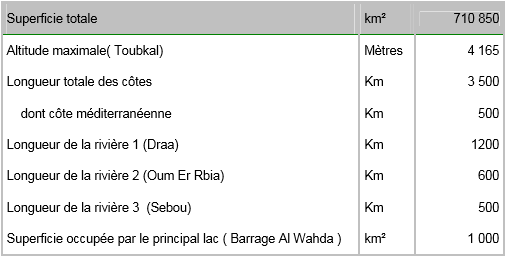

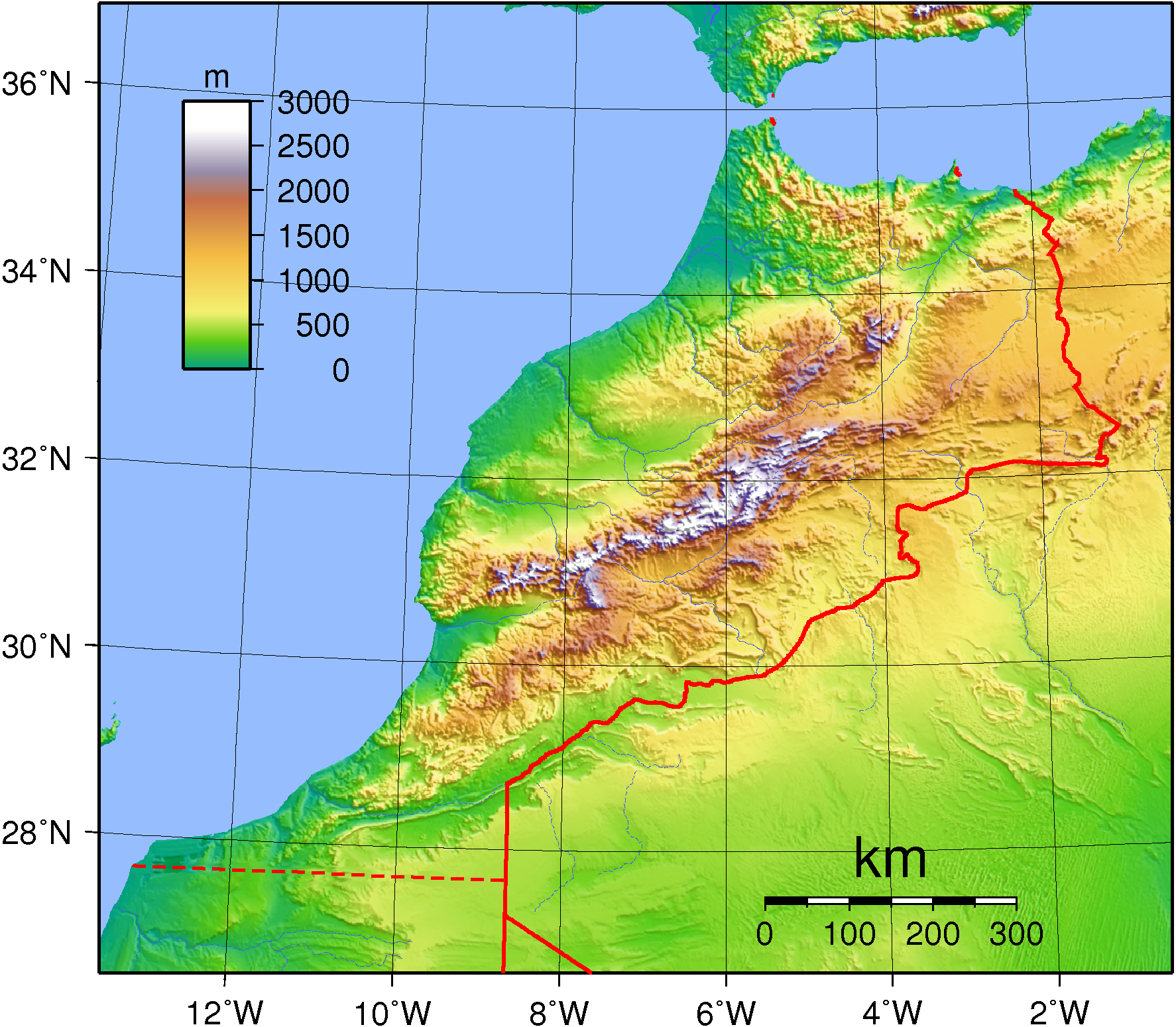
الخريطة الطبوغرافية للبلد

تعتبر الخصائص الجغرافية للبلد ذات أهمية كبيرة لأهمية جميع الإحصاءات، ولا سيما الإحصاءات البيئية. غالبًا ما يتعلق الأخير بعناصر الإقليم التي تجعل خصائصها من الممكن نسبية الظواهر التي تمارس ضغوطًا على البيئة.
يقع المغرب في الطرف الشمالي الغربي من القارة الإفريقية، ويمتد على طول ما يقرب من 3 500 كلم، ويُطلّ على البحر الأبيض المتوسط من الشمال، مع ساحل يبلغ حوالي 500 كلم، وعلى المحيط الأطلسي إلى الغرب بخط ساحلي يبلغ حوالي 3 000 كلم. ساحل البحر الأبيض المتوسط غني بالمواقع الطبيعية والمناظر الطبيعية. يعد ساحل المحيط الأطلسي أهم شبكة هيدروغرافية منذ أن تصب أكبر الأنهار في المحيط الأطلسي.
يحد المغرب من الشرق الجزائر، وموريتانيا من الجنوب. تبلغ مساحة المغرب 710٬850 كم²، جزء كبير منها (أكثر من الثلثين) مغطى بالمناطق الجبلية. تمتد جبال الريف والأطلس المتوسط والأطلس الكبير، وهي سلاسل الجبال الرئيسية في المغرب، إلى ارتفاعات تتراوح بين 2 000 إلى أكثر من 4 000 متر. أعلى نقطة، توبقال، الواقعة في الأطلس الكبير، يصل ارتفاعها إلى 4 165 متر.
الظروف المناخية صعبة نسبيًا (ثلاثة أرباع البلاد قاحلة إلى شبه قاحلة). تجمع البلاد على أراضيها جميع أشكال مناخ البحر الأبيض المتوسط، مع موسم جاف وحار يقترن بموسم بارد ورطب، وتتميز نهاية الفترة الحارة بأمطار أكتوبر. يخفف وجود البحر من الفروق في درجات الحرارة ، ويهدئ الفصول ويزيد من رطوبة الهواء (400 إلى 1000 ملم من الأمطار على الساحل).
توجد مناطق إيكولوجية برية وعذبة وبحرية: الغابات الصنوبرية المعتدلة، وغابات البحر الأبيض المتوسط، والأخشاب، والأراضي العشبية الجبلية، والصحاري والجفاف، وبحر البوران.

### الحيوانات والنباتات المغربية

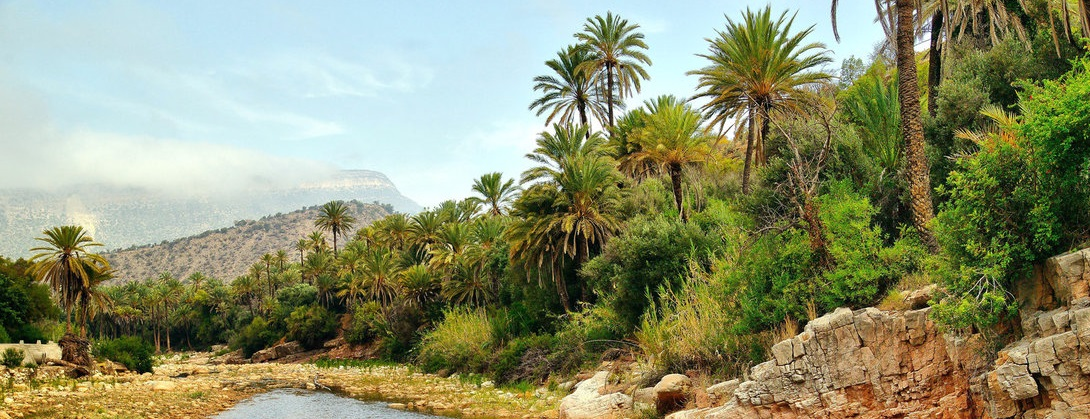
واحة في المغرب

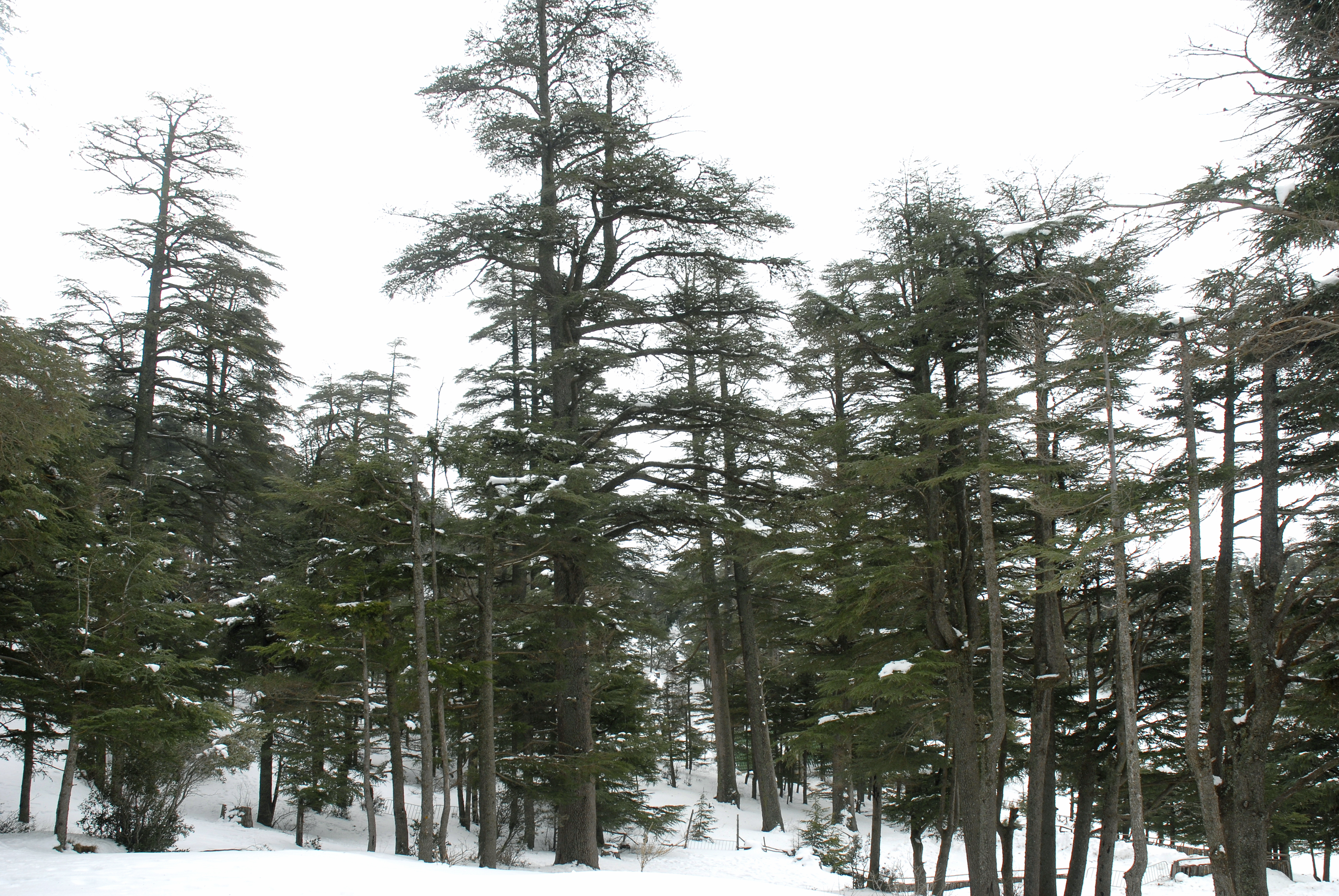
منطقة الأرز بمنطقة إفران.

#### النبيت
تتكون النبيت المغربية من أكثر من 4500 نوعا. الاختلافات في المناخ والتضاريس هي عناصر أساسية في تفسير هذا الثراء النباتي. الاهتمام بالنباتات في المغرب مكثف، حيث تحتوي 2 500 000 هكتار من الغابات على الأرز والنخيل ونخلة التمر والعفص والتين واللوز والزيتون والسنط وأشجار الفاكهة وأشجار السنديان والفلين والصنوبر والأوكالبتوس والأربوتوس والحلفاء وشجرة الأرغان المستوطنة، كما أن المغرب يعتبر البلد الوحيد في العالم الذي يحتوي على هذا النوع والمدرج كموقع للتراث العالمي. تمثل الغابة حوالي 15٪ من المساحة الإجمالية.

#### الحياة البرية
يعد تنوع الحيوانات من حيث المبدأ كنزًا حقيقيًا. من بين بعض الأنواع الاستثنائية، نجد:
- في الطيور: الخواضون والسنقيل والدراج والنحام الأكبر والرخمة والعقاب الذهبي. لا تزال الطيور موجودة نسبيًا مع تنوع كبير في الأنواع، على الرغم من أن نعامة شمال إفريقيا، على سبيل المثال، قد تم إبادته تمامًا، وكذلك في الصحراء مثل الحبارى.
- في الثدييات:
  - الغزال البربري والسنجاب البربري والجمل العربي والفنك..
  - ابن آوى الذهبي المهدد بالانقراض؛ اختفى من مناطق بأكملها. في المغرب، يتم الخلط بينه وبين الذئب الذي لا وجود له في إفريقيا. ينقرض الضبع المخطط بسرعة. ثعلب روبل نادر جدا؛ أما الثعلب الأحمر فموجود. عناق الأرضمهدد بالانقراض، وكذلك السرفال.
  - النمر مهدد بالانقراض الفوري في لامبالاة تامة. قتل أحد النمور قبل ثلاث سنوات في الأطلس الكبير على يد صياد غير شرعي.
  - الفهد المهدد بالانقراض.
  - غزال دوركاس وغزال كوفييه، غير متوفر.
  - المكاك البربري (Macaque de Barbarie)، مهدد بالموت البطيء ويصطاده المهربون.
  - انقرض أسد الأطلس (أُبيد) في البرية ، وكان آخرها عام 1943. ومع ذلك، على الرغم من أنه يُحتمل أن يكون مختلطًا مع سلالات جنوب الصحراء الأفريقية، يوجد حوالي 90 في حديقة حيوان مختلفة حول العالم، بما في ذلك 35 حديقة حيوان في الرباط.[1]
  - من حيث الحياة البحرية، يُلاحظ وجود الدلفين.
- في الزواحف:
  - أصبحت الأنواع الفرعية من الكوبرا المصرية، وفيلق نجا الحاج أو كوبرا شمال إفريقيا أكثر ندرة واختفت من مناطق بأكملها، ضحية العروض الموروثة من العصور البربرية التي لا تزال منتشرة في بعض الفنادق في أكادير وأماكن أخرى ، وفي جامع الفنا بمراكش لمصلحة السائحين المفترضة. هناك العديد من الثعابين العشبية وعدد قليل من الأفاعي. في المغرب، على عكس التحيز المحلي ، فإن غالبية الثعابين غير ضارة (17 نوعًا من 25 نوعًا) وأن الأنواع القليلة الموجودة من الثعابين السامة لا تهاجم أبدًا وهي أقل انتشارًا. هناك أيضًا نوع من أفعى الجحور الصغيرة، هو الدساس المتوسطي.
  - يوجد عدد كبير نسبيًا من أنواع السحالي في المغرب، بما في ذلك نسبة كبيرة من الأنواع المتوطنة.
- من بين المفصليات:
  - يوجد في المغرب حوالي ثلاثين نوعًا من العقارب (يتم تحديد نوع جديد كل عام تقريبًا في المغرب)، منها نوع واحد أو نوعان فقط يحتمل أن تكون خطرة على البشر (على سبيل المثال العقرب الأسود سميك الذيل)، خاصة للأطفال الصغار. ومع ذلك، فإن العقرب لا يهاجم أبدًا.
  - كما تتعدد الحشرات والعناكب.
- مجموعة متنوعة من الأسماك موجودة: أسماك البحر (بما في ذلك أسماك القرش ...) وأسماك المياه العذبة. تم إدخال العديد من الأسماك إلى بحيرات السد في البلاد: الرمح وقشر البياض والروتش وسمك الفرخ وغيرها.[2]

تشير النقوش المكتشفة حديثًا في الكهوف بالقرب من ورزازات إلى أن التماسيح والنمور والفيلة كانت تعيش في هذه الأماكن قبل انقراضها الطبيعي أو إبادتها على يد الإنسان. توجد نقوش مماثلة في جميع أنحاء الصحراء.
العديد من الأنواع المهددة بالانقراض، هي ضحية الجهل وقسوة السكان وعدم المسؤولية في شؤون البيئة.
هناك ما بين 10،000 إلى 12،000 من القردة البربريّة متبقية في المغرب. في عام 1975، كان هناك 17000 في منطقة الأطلس المتوسط وحدها، حيث يوجد الآن أقل من 5000.
ينص الاتحاد الدولي لحفظ الطبيعة على ما يلي: "ما يقرب من نصف أنواع الطيور مهددة في المغرب."

## التأثيرات على البيئات الطبيعية

### الأنشطة البشرية

#### الزراعة والغابات

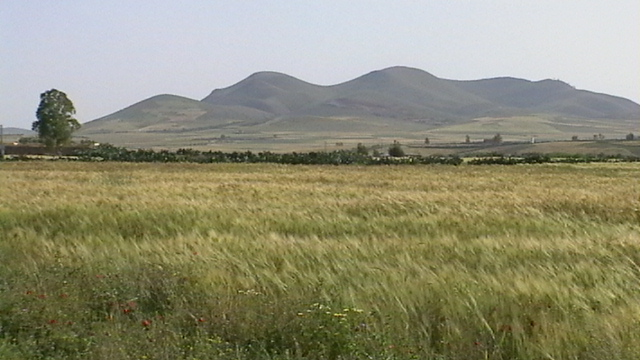
سهل دكالة

تسمح السهول الخصبة بزراعة عدة نباتات. في سهل الغرب حقول الشمندر السكري والأرز وقصب السكر والتبغ. الحبوب الشتوية (القمح العادي والقمح الصلب والشعير) تحتل 5 ملايين هكتار في المتوسط، أي أكثر من 55 ٪ من مساحة الأراضي الزراعية في الدولة. على الرغم من حجم المساحات المزروعة، وبسبب انخفاض إنتاجيتها، فإن إنتاج الحبوب الوطني لا يغطي احتياجات البلاد، حتى في السنوات الجيدة.
في عام 2001، أنتج المغرب 1.4 ٪ من الإنتاج العالمي من زيت الزيتون، بإنتاج سنوي بلغ 35 000 طنا. في ذلك التاريخ، كانت نصف مساحة زراعة الأشجار على المستوى الوطني، أي 440 000 هكتار، مخصصة لزراعة الزيتون ويتركز بشكل رئيسي في منطقة فاس. تضم هذه المنطقة طواحين النفط الرئيسية وتصريف أموركا (خليط من الزيت والماء) من هذه المصانع إلى واد سبو يسبب مشاكل بيئية خطيرة. تؤثر المياه الملوثة على إنتاج مياه الشرب من محطات المعالجة الواقعة أسفل المصب من مصانع النفط.
في غابة المعمورة، يتم استغلال شجر البلوط والأوكالبتوس.
يمثل نقص المياه، وكذلك التباين الكبير في التدفقات، مشكلة رئيسية للمغرب، وخاصة بالنسبة للزراعة (مروية أم لا).
بسبب خصائص المغرب الطبيعية والمناخية، يعتبر بلدا يساعد على تنمية الرعي وتربية الأغنام. مع 19 مليون رأس في عام 2012، فإنه يحتل المرتبة 12 عالميا من حيث الأرقام. تضاعف إنتاج الحليب بين عامي 2002 و 2012 عندما وصل إلى 2.5 مليار لتر.

#### الصيد البري والبحري والصيد الجائر

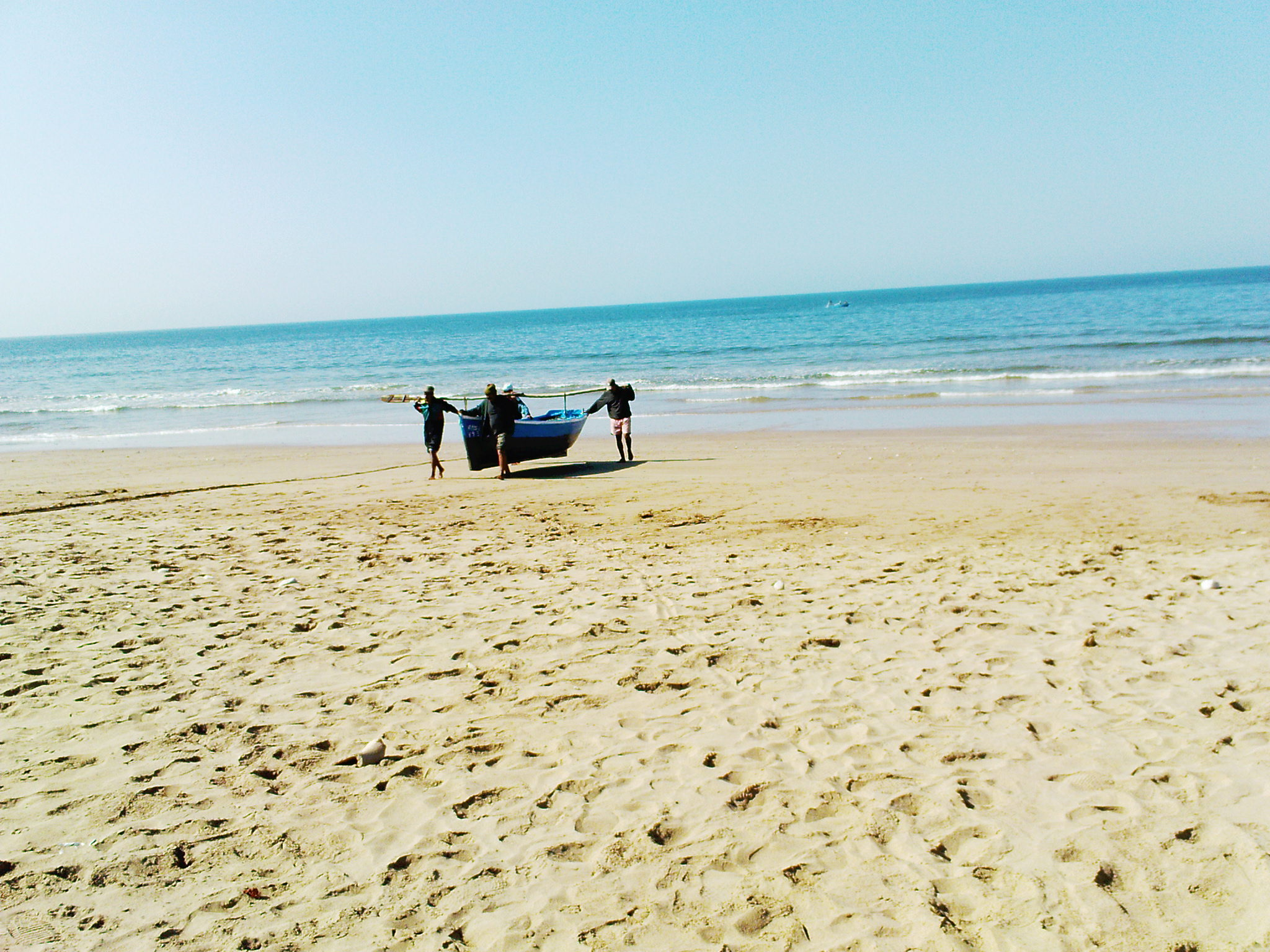
صيادون مغاربة عائدون من المحيط

مع 3 500 كيلومتر من الخط الساحلي (بما في ذلك 2900 على المحيط الأطلسي)، يعد المغرب من أغنى المناطق عالمياً فيما يتعلق بالثروة السمكية. بلغ الإنتاج الوطني من المأكولات البحرية 890 756 طنا في عام 2007، مما يجعل المغرب أحد أهم منتجي ومصدري منتجات المأكولات البحرية في إفريقيا والعالم العربي.
التونة ذات الزعانف الزرقاء، هي سمكة شائعة في المياه المغربية والبحر الأبيض المتوسط والمحيط الأطلسي، مهددة بالانقراض بسبب الصيد الجائر الصناعي.

#### النقل

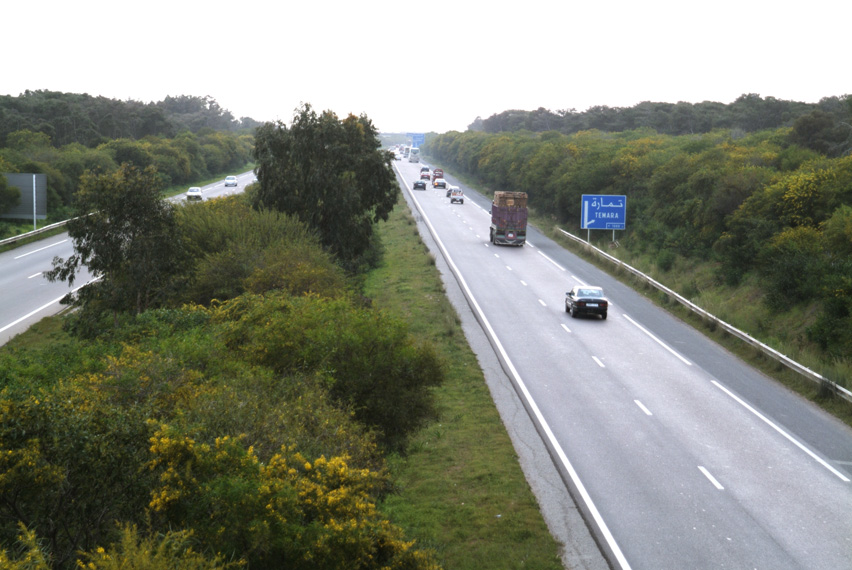
الطريق السريع A3 بين الرباط والدار البيضاء عام 2008

وفقا للمرسوم no 2-83-620 من 11 فبراير 1990، تصنف شبكة الطرق المغربية التي تديرها وزارة النقل واللوجيستيك إلى أربع فئات: الطرق السريعة والطرق الوطنية (RN) والطرق الجهوية (RR) والطرق الإقليمية (RP). يبلغ طول شبكة الطرق 57 334 كلم، وهي موزعة على النحو التالي:

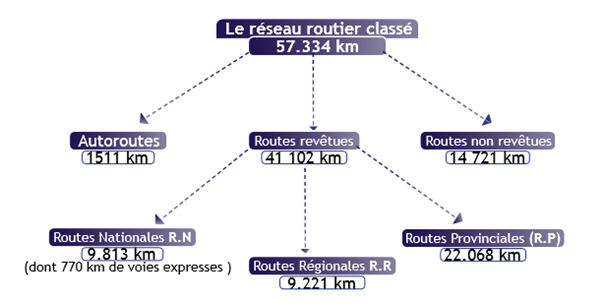
التقسيم حسب فئة الطرق

### الطاقة والضغط على الموارد غير المتجددة

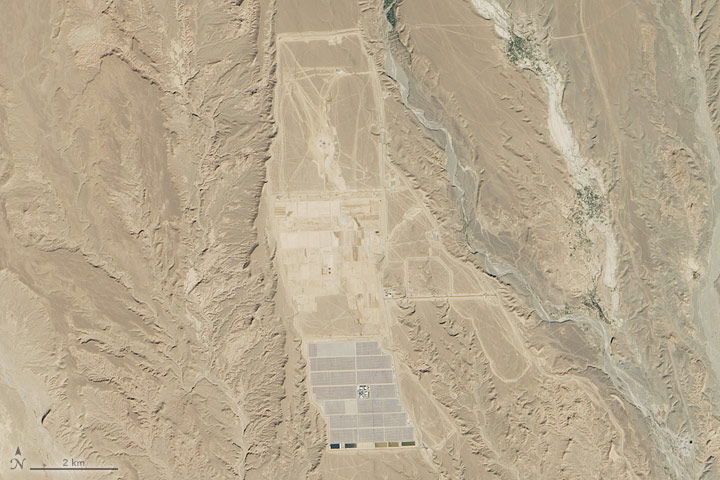
محطة نور للطاقة الشمسية في ورزازات في ديسمبر 2015، قبل وقت قصير من افتتاحها (ناسا).

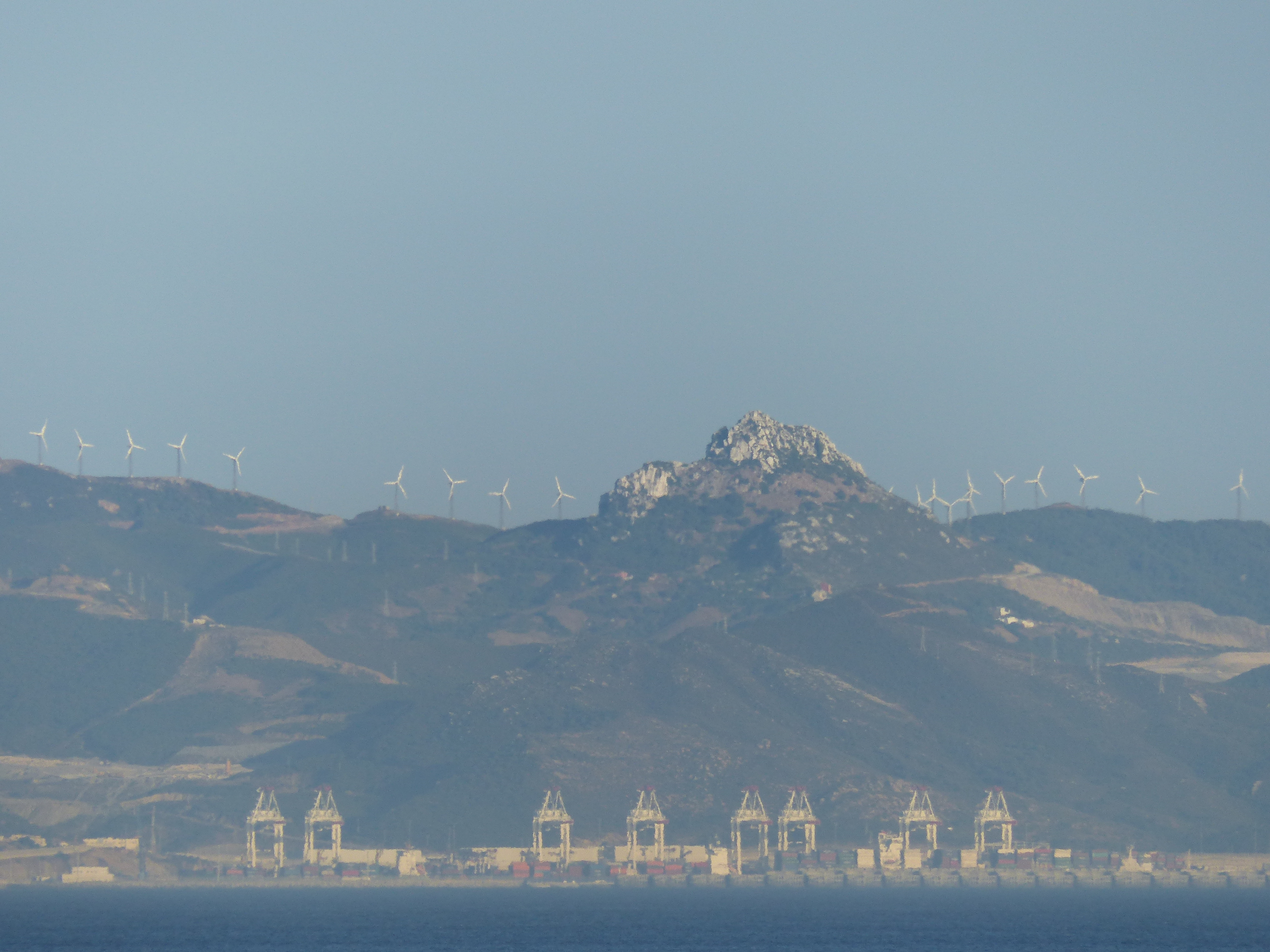
توربينات الرياح فوق طنجة 2015.

#### الضغط على الموارد غير المتجددة
كانت الدولة تعتمد على 98 ٪ من الوقود الأحفوري والكهرباء المستوردة من إسبانيا.
في عام 2014، ظل قطاع الطاقة في المغرب يهيمن عليه الوقود الأحفوري، الذي كان مستوردًا بالكامل تقريبًا، والذي غطى 88.5 ٪ من استهلاك الطاقة الأولية في البلاد (النفط 61.9 ٪ والفحم 21.3٪ والغاز 5.3٪)؛ وتساهم الطاقات المتجددة بنسبة 8.8 ٪ وواردات الكهرباء بنسبة 2.7 ٪.

##### اليورانيوم
تقدر احتياطيات المغرب من الفوسفات بـ 50 جيجا طن (مليار طن)، بنحو 72 ٪ من احتياطيات العالم. تحتوي هذه الرواسب المغربية على ما يقرب من 6,9 MtU (مليون طن من محتوى اليورانيوم). يمكن أن تنتج حوالي 1 000 tU/an كمنتجات فوسفاتية ثانوية. تم استخدام مورد اليورانيوم هذا حتى التسعينيات في الولايات المتحدة، ثم تم التخلي عنه بسبب عدم كفاية القدرة التنافسية، لكن ارتفاع أسعار السوق العالمية لليورانيوم أعاده إلى جدول الأعمال.
يساهم استغلال اليورانيوم في الخطر النووي في العالم.

#### الطاقة المتجددة
من عام 2016 إلى عام 2020، تم إنشاء محطة نور ورزازات للطاقة الشمسية، أحد أكبر محطات الطاقة الشمسية في العالم في ذلك التاريخ، في ورزازات والمناطق المحيطة بها. تبلغ قيمة الاستثمار أكثر من 8 مليارات يورو، وستكون الطاقة الإجمالية 2000 ميغاواط.
تبلغ قدرة الرياح في المغرب عام 2016 نحو 787 ميغاوات؛ وهي الثالثة في القارة بعد جنوب إفريقيا ومصر. كان المغرب رائداً في تطوير طاقة الرياح في إفريقيا، حيث تم افتتاح أول مزرعة رياح في عام 2000. المناطق المتميزة هي الشمال (طنجة) والجنوب (طرفاية والعيون).

### إدارة الموارد المائية
في حين أن المياه السطحية شحيحة (الوديان عبارة عن مجاري مائية تتدفق عبر وديان وأودية من الحجر الجيري الصحراوي)، تنخفض مستويات المياه الجوفية بشكل خطير خلال فترات الجفاف.
يوجد في المغرب 104 سد كبير.

### التلوث

#### انبعاثات غازات الاحتباس الحراري
بلغت انبعاثات ثاني أكسيد الكربون 1.57 طن من ثاني أكسيد الكربون للفرد في عام 2014، وهو ما يعادل 35٪ من المتوسط العالمي وما فوق 64٪ من المتوسط الأفريقي.

#### تلوث الهواء
تتعرض المدن المغربية إلى نسبة عالية من تلوث الهواء بالجسيمات بسبب حركة السيارات والتصنيع، وأيضًا بسبب المدخلات الأرضية الكبيرة، المرتبطة بجفاف المناخ وقرب الصحراء. بينما يتجاوز تلوث الجسيمات الدقيقة توصيات منظمة الصحة العالمية في الشمال ، فإن الوضع أكثر خطورة في جنوب البلاد. تقع الدار البيضاء ومراكش وطنجة على رأس أكثر المدن تلوثًا في المغرب.

#### تلوث المياه
يسمح اختيار الأنهار الرئيسية التي تستنزف أكبر الأحواض الهيدرولوجية بالحصول على تمثيل متوازن لنوعية المياه في البلاد. من الضروري وجود شبكة قياس فعالة لإعطاء مؤشر لتكوين المياه والاتجاهات التي لوحظت بمرور الوقت.
بسبب الاهتمام المتزايد بصون الموارد الطبيعية، اعتمد المغرب أنظمة فيزيائية كيميائية و معايير بيولوجية تتماشى مع تلك المعتمدة على المستوى الدولي، من أجل توحيد تقييم جودة المياه وجعل البيانات قابلة للتبادل.
تعتمد معرفة جودة المياه على مراقبة العديد من العوامل مثل:
- الأكسجين المذاب، تشبع الأكسجين، BOD ،COD، للتلوث العضوي؛
- النيتروجين والفوسفور لتلوث الأسمدة؛
- تركيز المعادن للتلوث الصناعي.

تعد المستويات الكافية من الأكسجين المذاب شرطًا لتنوع الحيوانات والنباتات.

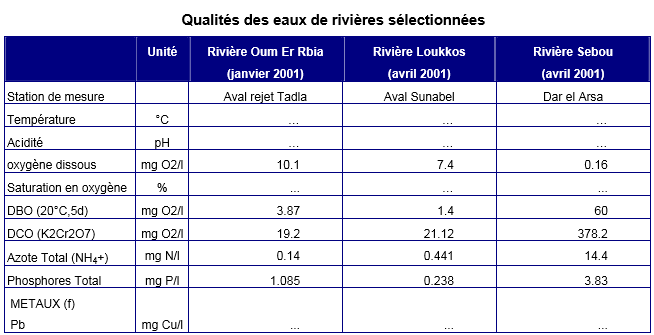

#### إدارة المخلفات
يولد سكان أفريقيا جنوب الصحراء ما معدله 165 كجم من النفايات سنويًا ولكل فرد في عام 2023؛ لكن في المغرب، يكون إنتاج النفايات للفرد أعلى بكثير، كما هو الحال في بلدان الشمال).
إن تكوين النفايات البلدية مشروط بشدة بأنماط الاستهلاك التي تعكس مستوى دخل الأسرة ومكان إقامتهم (حضري / ريفي).
يعتبر تكوين النفايات البلدية عاملا حاسما في تطوير الاستراتيجيات الوطنية لإدارة هذا القطاع. في عام 2008، أطلق المغرب البرنامج الوطني للنفايات المنزلية، والهدف من هذا البرنامج هو إنشاء مدافن نفايات خاضعة للرقابة في جميع البلديات الحضرية في المغرب بحلول عام 2015.
في عام 2012، كان المغرب بعيدًا عن هذه الأهداف لدرجة أن وزارتي البيئة والداخلية قررتا بتكتم تأجيل الموعد النهائي إلى 2020.
اعتبارًا من عام 2016، تم الانتهاء من ثلاثة مطامر على الأقل وهي تعمل في مكناس ومراكش وإفران .
لقد رفعوا عدد مكبات النفايات الخاضعة للرقابة التشغيلية إلى 17 من أصل 75 هدفًا تم تحديده لعام 2020.
ومع ذلك، لا تزال هناك نقطتان سوداوان رئيسيتان في المشهد الحضري: الدار البيضاء وطنجة.
تنتج الدار البيضاء أكثر من 1.2 مليون طن من النفايات المنزلية سنويًا، بينما تنتج طنجة أكثر من 300 ألف طن.

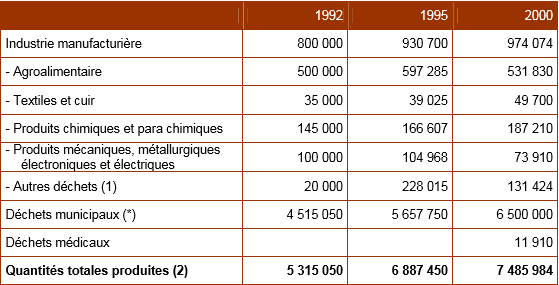
تكوين النفايات البلدية (في ٪) (مثال: الدار البيضاء)

### آثار التحضر

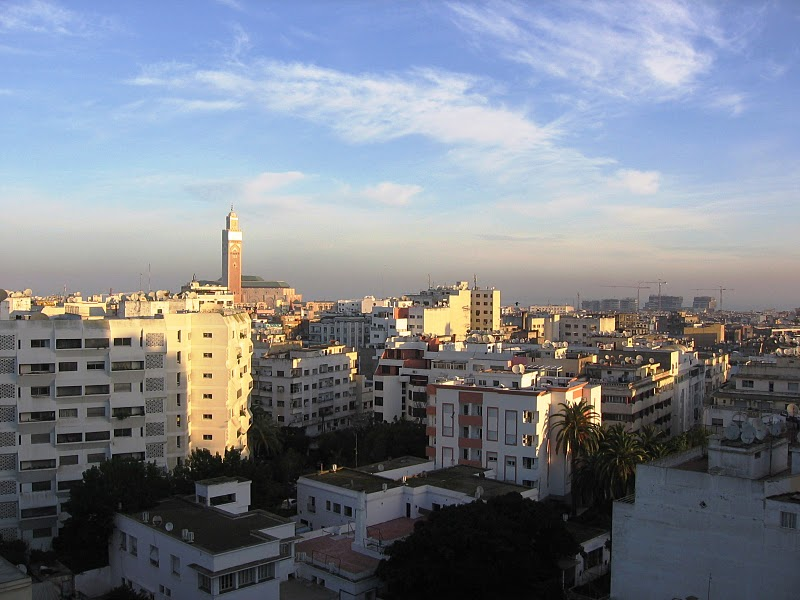
منظر للدار البيضاء، أكبر مدينة والعاصمة الاقتصادية للمغرب

#### عدد سكان متزايد
سكان البلاد، الذين يقدر عددهم بأكثر من 34 مليون نسمة، له تأثير كبير على البيئة. يتأثر هذا بالتلوث وغيره من أشكال تدهور البيئة والتربة والهواء والماء.
يساعد نشر الإحصاءات الأساسية حول السكان والتحضر على ضمان فهم أفضل للتحديات البيئية التي سيتعين على الدولة مواجهتها.
يوضح هذا المنحنى نمو سكان البلاد:
• مجموع السكان: يمثل جميع الأشخاص الحاضرين، في وقت معين، دون مراعاة غير المقيمين.
• معدل التحضر: يمثل نسبة سكان الحضر من إجمالي السكان

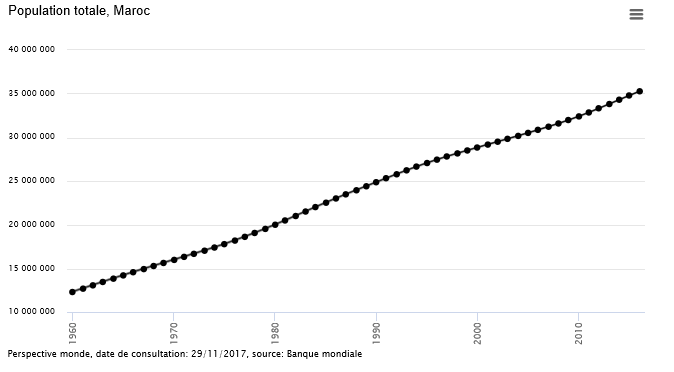

#### التحضر مرتبط بالساحل والسياحة
يركز ساحل المحيط الأطلسي على أكبر التجمعات التي تصل إلى أعلى كثافة. تخدمها شبكة طرق واتصالات كثيفة نسبيًا، مما يساهم في تصنيع التربة.
يوجد على ساحل البحر الأبيض المتوسط بعض النقاط ذات الكثافة السكانية العالية، خاصة بين طنجة وتطوان.
يتم استخراج نصف الرمال المستخدمة كل عام في البناء في المغرب (10 ملايين متر مكعب) بشكل غير قانوني وفقًا لتقرير صادر عن برنامج الأمم المتحدة للبيئة نُشر في عام 2019، مما يُعرّض الساحل للخطر. وبحسب جمعيات بيئية مغربية، فإن المسؤول عن الأمر هم شركات مرتبطة بأعيان أو برلمانيين أو جنود متقاعدين، مع امتيازات. يتم استخدام الرمال في المقام الأول لبناء البنى التحتية المرتبطة بالسياحة.

## التعرض للخطر
الأهم من حيث الآثار البشرية والاقتصادية المحتملة هي مخاطر الفيضانات والجفاف والزلازل وأمواج تسونامي، التي تؤثر على العديد من مناطق البلاد.
- يمكن أن تتسبب أنواع مختلفة من الفيضانات في أضرار بشرية جسيمة (47 حالة وفاة في ديسمبر 2014 في منطقة كلميم؛ وأكثر من مائة حالة وفاة خلال فيضانات أوريكا في عام 1995)، وأضرار اقتصادية كبيرة في المراكز الحضرية الرئيسية في البلاد (طنجة والدار البيضاء وأكادير)، وانقطاع الأنشطة الاقتصادية والبنية التحتية (مليار درهم من الأضرار خلال فيضانات الغرب في عام 2009. وفقًا لوزارة الفلاحة.
- يؤثر الجفاف بانتظام على البلاد، مما يؤدي إلى خسارة كبيرة في الناتج المحلي الإجمالي الزراعي - مما يساهم في 15 ٪ من الناتج المحلي الإجمالي الوطني - وتؤثر بشدة على سكان القرى الذين ليس لديهم في بعض الأحيان خيار آخر غير الهجرة من الريف إلى المناطق النائية في المدن الكبرى. في عام 2020، أدى نقص المياه إلى جفاف بعض السدود وأجبر المربين على بيع الماشية بتكلفة منخفضة.
- يهتم خطر الزلزال الأكثر ندرة بجزئين محددين من البلاد: الشمال في حالة تنمية اقتصادية كاملة ومنطقة أكادير من أكبر المراكز السياحية في البلاد. وقتل الزلزال الكبير الأخير في الشمال أكثر من 600 شخص وتسبب في تدمير 12 000 منزلا في منطقة الحسيمة عام 2004.
- احتمال حدوث تسونامي أقل احتمالاً ولكن قد يكون له عواقب وخيمة على جزء كبير من الساحل المغربي حيث يتركز السكان والمخاطر الاقتصادية.
يجب أيضًا مراعاة المخاطر الأخرى (الجراد، الصناعية والتكنولوجية على سبيل المثال) في نهج وطني متعدد المخاطر والذي من شأنه أن يستفيد من النهج والوسائل والموارد المشتركة بين المخاطر المختلفة. ومن شأن هذا النهج أن يكون مصدرًا لزيادة الكفاءة في السياسات العامة. إن الجمع بين هذه المخاطر المختلفة وعوامل مختلفة (الديموغرافيا والتحضر والعولمة وتغير المناخ) يزيد من الآثار المحتملة للأحداث الضارة.

## السياسة البيئية في المغرب

### المعاهدات الدولية
كان المغرب البلد المضيف لمؤتمر الأمم المتحدة للتغير المناخي 2016، وهو مؤتمر دولي يهدف إلى المساهمة في تنفيذ اتفاقية باريس لعام 2015 بمشاركة 197 دولة.

### السياسات المنفذة
بالنظر إلى الظروف المناخية الصعبة نسبيًا (ثلاثة أرباع البلاد قاحلة إلى شبه قاحلة) ومواردها الطبيعية المحدودة، كان المغرب دائمًا معنيًا بحماية بيئته. وإدراكًا منه لحالة تدهور موارده الطبيعية، فقد تبنى سياسة بيئية تستند أساسًا إلى مفهوم التنمية المستدامة. وتعتزم جعل حماية البيئة عاملا في التنمية الاقتصادية والاجتماعية للبلاد.
- الهدف هو الوصول إلى 42 ٪ من الكهرباء بالطاقات المتجددة بحلول عام 2020، و 52 ٪ بحلول عام 2030 (تخفيض بنسبة 32 ٪ من انبعاثات غازات الاحتباس الحراري)،[12] خاصة بفضل الطاقة الشمسية للصحراء.
- وقع الملك محمد السادس على البرنامج الوطني للتزويد بالماء الشروب ومياه السقي في يناير 2020. تطلب هذا البرنامج، الذي يمتد على 7 سنوات (2020-2027)، ميزانية قدرها 115.4 مليار درهم. وتشمل بناء السدود (61 مليار درهم) والحفاظ على الموارد المائية (25.1 مليار درهم) وزيادة العرض في المناطق الريفية (26.9 مليار درهم).[11]

### التقييم البيئي الشامل
في عام 2015 ، أشارت منظمة شبكة البصمة العالمية ‏ إلى أن المغرب يعاني من عجز في القدرة البيولوجية . يتجاوز الإنتاج الزراعي واستهلاك الأخشاب قدرات البلد ، كما أن توازن الكربون سلبي مع وجود بصمة كربونية أكبر بخمس مرات من قدرة الغابة على الامتصاص ، وهي منخفضة للغاية.
يوم التجاوز (تاريخ العام، الذي تم حسابه بواسطة منظمة شبكة البصمة العالمية غير الحكومية، والذي من المفترض أن البشرية استهلكت جميع الموارد التي يستطيع الكوكب تجديدها في عام واحد) للبلد هو 16 ديسمبر.

## الملاحظات
1. ↑  يوم التجاوز المحسوب حسب البلد هو اليوم الذي سيحدث فيه التجاوز العالمي إذا تم استهلاك سكان العالم بأسره مثل استهلاك سكان البلد المعني.

## روابط خارجية
- "Chart : Global Wealth Grew 66% Between 1995 and 2014". The Data Blog (بالإنجليزية). 30 Jan 2018. Archived from the original on 2023-06-05. Retrieved 2020-09-11.
- "ROYAUME DU MAROC MINISTERE DE L EQUIPEMENT, DU TRANSPORT ET DE LA LOGISTIQUE و النقل واللوجيستيك. Le METL en chiffres - PDF Téléchargement Gratuit". docplayer.fr (بالإنجليزية). Archived from the original on 2018-07-20. Retrieved 2020-09-11.
- http://www.environnement.gov.ma/fr/
- "Direction de la statistique". Site institutionnel du Haut-Commissariat au Plan du Royaume du Maroc. مؤرشف من الأصل في 2023-02-04. اطلع عليه بتاريخ 2020-09-11.